# Franjo Komarica
Franjo Komarica (Novakovići kod Banje Luke, 3. veljače 1946.) prelat je Katoličke Crkve i biskup banjolučki u miru. 

## Životopis
Franjo Komarica rođen je u Novakovićima kod Banje Luke 1946. godine. Nakon osnovne škole školovanje je nastavio u Zagrebu i Đakovu. Studirao je u Innsbrucku, gdje je 1972. godine zaređen za svećenika. Doktorirao je liturgiku 1978. godine. Profesor na Vrhbosanskoj Katoličkoj Teologiji u Sarajevu i zborovođa sarajevske katedrale bio je od 1978. do 1986. godine. Započeo je materijalnu i duhovnu obnovu biskupije, pripremu Biskupijske sinode (1990.). Osnovao je biskupijski Caritas (1986.), župna pastoralna vijeća (1989.), Institut za teološku znanost u Banjoj Luci (1990.).
Papa Ivan Pavao II. imenovao ga je 28. listopada 1985. godine pomoćnim biskupom banjolučkim, kao najmlađeg biskupa u Jugoslaviji. Za banjolučkog biskupa imenovan je 15. svibnja 1989. godine. 
Tijekom rata u Bosni i Hercegovini biskup Franjo Komarica nije napuštao svoje biskupsko sjedište u Banjoj Luci. Od prijeratnih oko 200.000 katolika ostalo ih je na području biskupije 15.000. Za vrijeme rata biskup Komarica bio je zatočen u vlastitom domu bez mogućnosti kretanja i susreta s vjernicima. Uspio je izdržati. Poslije rata njegova je misija doslovno bila je utrka s vremenom, nerazumijevanjem, odbacivanjem i patništvom sunarodnjaka. Nije uspio vratiti ih na prijeratna ognjišta, a s vremenom je to postalo izvor frustracija koje je prenosio kritizirajući političke prvake iz hrvatskog naroda. Od 2002. do 2005. godine bio je predsjednik Biskupske konferencije Bosne i Hercegovine.
Godine 2004. bio je nominiran za Nobelovu nagradu za mir. 1997. godine objavio je knjigu U obrani obespravljenih: izbor iz dokumenata banjalučkog biskupa i biskupskog ordinarijata Banja Luka tijekom ratnih godina 1991. do 1995., prevedenu na više europskih jezika. Poznati je borac za ljudska prava i oštar kritičar međunarodne zajednice. 
Neumorno se zalaže za opstanak Hrvata u bh. entitetu Republika Srpska i pravednom rješenju budućnosti naroda Bosne i Hercegovine.
Papa Franjo prihvatio je njegovo odreknuće od službe banjolučkog biskupa 8. prosinca 2023. godine.

## Djela
- Upoznajmo što činimo: homilije o misi, relo života: propovijednički priručnici, 3, Sarajevo-Banja Luka, 1983. (suautor Alfred Pichler)[2]
- Da budemo sretni: katehetske propovijedi o zapovijedima Božjim (Mostar-Banja Luka, 1984) (suautor Alfred Pichler)[3]
- U obrani obespravljenih: izbor iz dokumenata banjalučkog biskupa i biskupskog ordinarijata Banja Luka tijekom ratnih godina 1991. do 1995. (Banja Luka-Zagreb-Sarajevo, 1996)
- Proces pomirenja i budućnost Bosne i Hercegovine,	(Sarajevo, 2000)
- Ljubav. Sila. Domišljatost. Skidanje maski  (Zagreb, 2015) (suautor Winfried Gburek)[4][5]

## Odlikovanja i nagrade
- Heinrich-Pesch-Preis (1997),
- Odlikovanje "Coudenhove-Kalergi-Stiftung" (2002),
- Nagrada "Franz-Werfel-Menschenrechtspreis" (2005)
- Velered kralja Dmitra Zvonimira s lentom i Danicom (20. lipnja 2008)[6]
- Orden časti Republike Srpske (12. siječnja 2012)[7]

## Vanjske poveznice
- Knjiga: U obrani obespravljenih, Franjo Komarica  Arhivirana inačica izvorne stranice od 30. travnja 2011. (Wayback Machine)
- Internet, web stranica časopisa "Spiegel" (njem.)
- Banjalučka biskupija

| Titule u Katoličkoj Crkvi | Titule u Katoličkoj Crkvi       | Titule u Katoličkoj Crkvi |
| ------------------------- | ------------------------------- | ------------------------- |
| prethodnik Alfred Pichler | banjolučki biskup 1989. – 2023. | nasljednik Željko Majić   |